# Il piccolo amico
Il piccolo amico (The Cat's Me-Ouch) è un film del 1965 diretto da Chuck Jones e Maurice Noble. È il quindicesimo dei 34 cortometraggi animati della serie Tom & Jerry prodotti da Jones con il suo studio Sib-Tower 12 Productions. Venne distribuito dalla Metro-Goldwyn-Mayer il 22 dicembre 1965.

## Trama
Mentre viene inseguito da Tom, Jerry si imbatte in un listino prezzi di cani. Decide così di comprare per corrispondenza un bulldog per fargli inseguire Tom. Quando questo arriva, però, si rivela essere persino più piccolo di Jerry. Tuttavia il cane è comunque pericoloso, e Tom lo scopre a sue spese quando, avvicinatosi per prendersi gioco di lui, si vede spellare zampe e coda dai morsi del piccolo bulldog, capace di diventare un vero e proprio turbine di denti. Tom allora approfitta di una distrazione del bulldog per rapire Jerry e chiuderlo in un barattolo. Il cane riesce ad entrare in casa, a chiudere fuori Tom e a liberare Jerry. Quando Tom sfonda la porta di casa per entrare, il bulldog lo aggredisce. Quella notte Tom è costretto ad andare all'ospedale per le ferite riportate, e i medici si accorgono che sotto le fasce ci sono ancora il bulldog e Jerry che tengono in bocca, rispettivamente, una zampa e la coda di Tom.